# Salesópolis
Salesópolis é um município brasileiro do estado de São Paulo, localizado na Região Metropolitana de São Paulo e Alto Tietê. O município é formado pela sede e pelo distrito de Nossa Senhora do Remédio.
Situado na extremidade leste da Região Metropolitana de São Paulo, a cerca de cem quilômetros da capital, Salesópolis abriga a Estação Biológica de Boraceia, com 96 ha e está situada em área de proteção de mananciais, que é administrada pelo Museu de Zoologia da Universidade de São Paulo. Esta estação é uma das duas únicas localidades onde ainda ocorre uma árvore da Mata Atlântica ameaçada de extinção, a Buchenavia rabelloana.

## Estância turística
Salesópolis é um dos 29 municípios paulistas considerados estâncias turísticas pelo Estado de São Paulo, por cumprirem determinados pré-requisitos definidos por Lei Estadual. Tal status garante a esses municípios uma verba maior por parte do estado para a promoção do turismo regional. Também, o município adquire o direito de agregar ao seu nome o título de Estância Turística, termo pelo qual passa a ser designado tanto pelo expediente municipal oficial quanto pelas referências estaduais.

## Toponímia
Salesópolis é uma palavra composta que quer dizer Cidade de Sales. Foi uma homenagem ao Presidente da República, Dr. Manoel Ferraz de Campos Sales, quando da sua visita à cidade.

## História

### Formação territorial-administrativa
Histórico da formação do município:
- Antigo povoado de São José do Paraitinga.
- Freguesia criada no município de Mogi das Cruzes pela Lei nº 17, de 28/02/1838.
- Vila criada pela Lei nº 9, de 24/03/1857.
- Denominação alterada para Salesópolis pela Lei nº 965, de 16/11/1905.

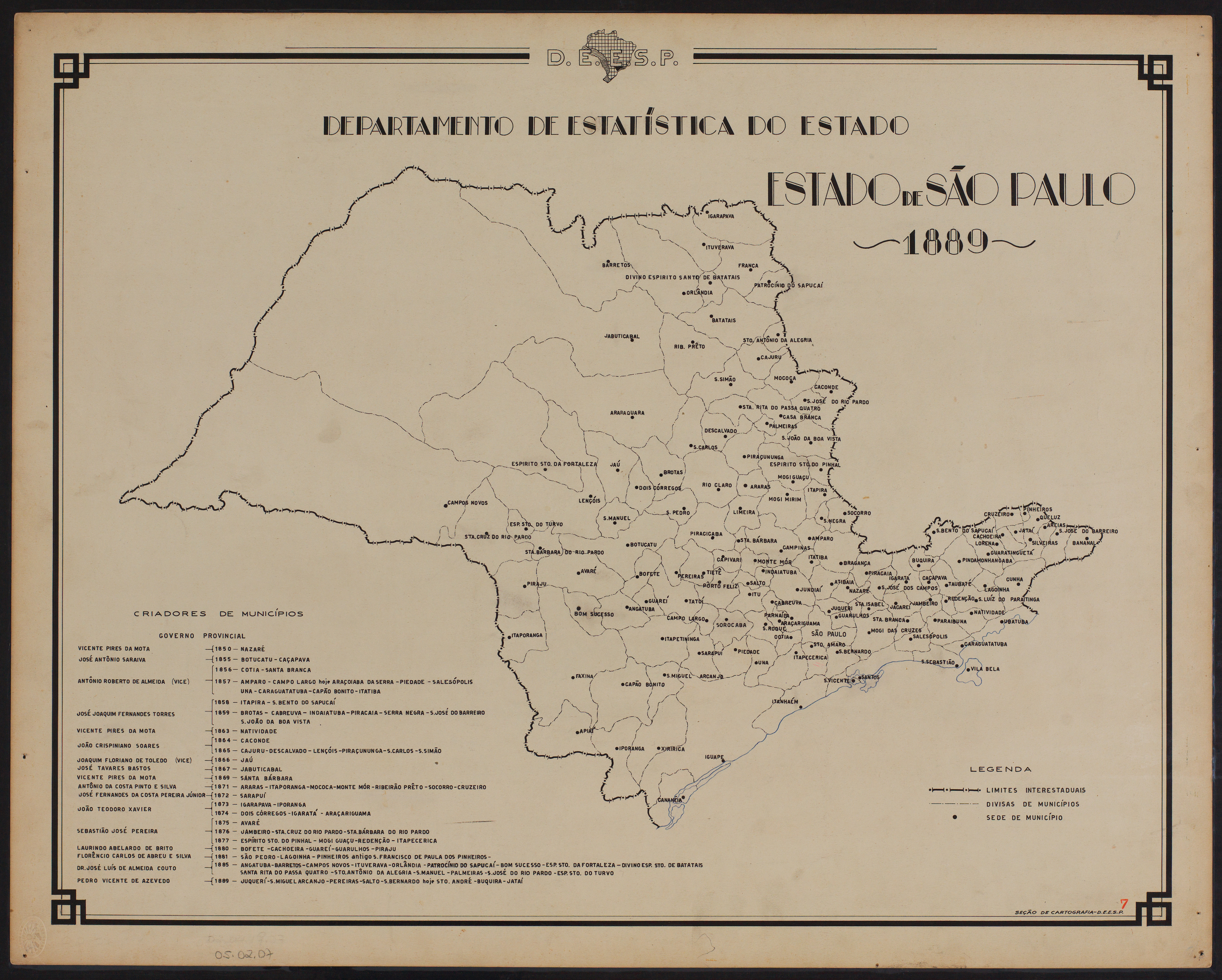
Estado de São Paulo (1889).

## Geografia
Seus limites são Santa Branca a norte, Paraibuna a nordeste, Caraguatatuba a leste, São Sebastião a sudeste, Bertioga a sul, Biritiba-Mirim a oeste e Guararema a noroeste.

### Hidrografia
- Rio Tietê
- Rio Paraitinga
- Rio Claro
- Córrego do Alegre

As nascentes do Rio Tietê encontram-se no município.

### Relevo
Salesópolis situa-se a uma altitude média de 850 metros.

### Clima
O clima do município, como em toda a Região Metropolitana de São Paulo, é o subtropical. O verão é pouco quente e o Inverno ameno. Não existem meses secos, embora chova mais no verão. A média de temperatura anual gira em torno dos 18 °C, sendo julho o mês mais frio (média de 13 °C) e o mais quente fevereiro (média de 22 °C). O índice pluviométrico anual fica em torno de 1 300 mm.

### Rodovias
- SP-77 Rodovia Nilo Máximo
- SP-88 Rodovia Professor Alfredo Rolim de Moura

## Demografia

### População
| Crescimento populacional                             | Crescimento populacional | Crescimento populacional | Crescimento populacional |
| Ano                                                  | População Total          |                          | %±                       |
| ---------------------------------------------------- | ------------------------ | ------------------------ | ------------------------ |
| 1872                                                 | 4 103                    |                          |                          |
| 1890                                                 | 6 157                    |                          | 50,1%                    |
| 1900                                                 | 7 676                    |                          | 24,7%                    |
| 1910                                                 | 9 452                    |                          | 23,1%                    |
| 1920                                                 | 7 426                    |                          | −21,4%                   |
| 1925                                                 | 8 180                    |                          | 10,2%                    |
| 1934                                                 | 6 447                    |                          | −21,2%                   |
| 1937                                                 | 6 892                    |                          | 6,9%                     |
| 1940                                                 | 7 379                    |                          | 7,1%                     |
| 1946                                                 | 10 895                   |                          | 47,6%                    |
| 1950                                                 | 8 720                    |                          | −20,0%                   |
| 1958                                                 | 9 968                    |                          | 14,3%                    |
| 1960                                                 | 9 130                    |                          | −8,4%                    |
| 1970                                                 | 9 557                    |                          | 4,7%                     |
| 1980                                                 | 10 657                   |                          | 11,5%                    |
| 1991                                                 | 11 359                   |                          | 6,6%                     |
| 2000                                                 | 14 357                   |                          | 26,4%                    |
| 2010                                                 | 15 635                   |                          | 8,9%                     |
| 2022                                                 | 15 202                   |                          | −2,8%                    |
| Est. 2024                                            | 15 396                   | [ 12 ]                   | 1,3%                     |
| Fontes: Censos Demográficos IBGE e Estimativas SEADE |                          |                          |                          |

### Dados demográficos
Dados do Censo - 2010
População total: 15 635
- Homens: 7 906
- Mulheres: 7 729
- Densidade demográfica (hab./km²): 36,79
- Mortalidade infantil até 1 ano em 2014 (por mil): 31,75
- Expectativa de vida (anos): 68,50
- Taxa de fecundidade (filhos por mulher): 2,41
- Taxa de alfabetização: 86,14%
- Índice de Desenvolvimento Humano (IDH-M): 0,748
- IDH-M Renda: 0,698
- IDH-M Longevidade: 0,725
- IDH-M Educação: 0,822

(Fonte: IPEADATA)

## Política e administração

### Cidade-irmã
- Gero, Japão
- 大津町 Ōzu-machi, província de Kumamoto, Japão

## Infraestrutura

### Comunicações

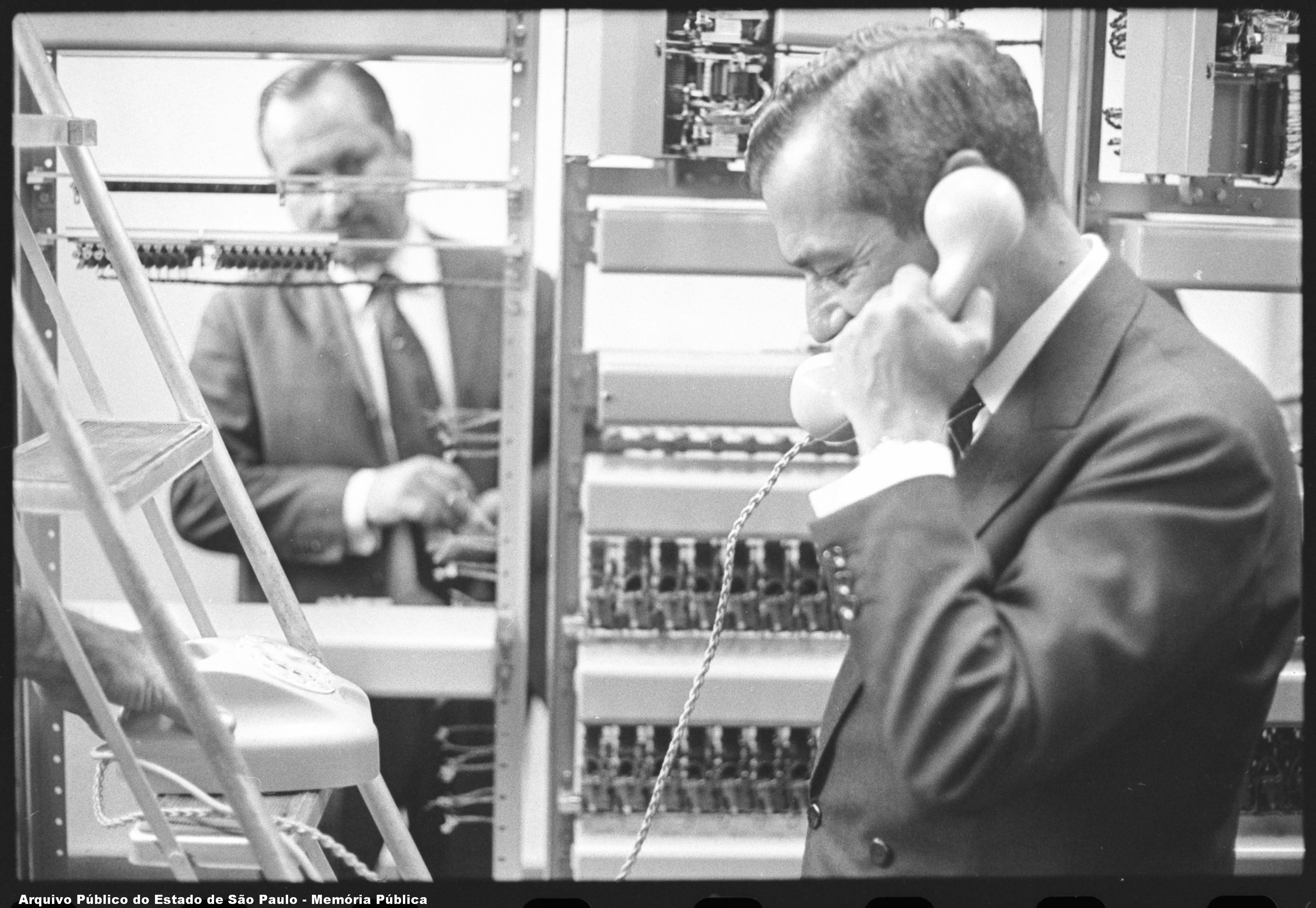
O governador Laudo Natel visita a central telefônica de Salesópolis (1971).

O sistema de telefones automáticos foi inaugurado na cidade pela Companhia de Telecomunicações do Estado de São Paulo (COTESP) em 1968.
Em 1975 a concessão do sistema telefônico foi transferida para a Telecomunicações de São Paulo (TELESP), passando a ser administrado e operado pela sua subsidiária Companhia Telefônica da Borda do Campo (CTBC), que implantou em 1977 o sistema de discagem direta à distância (DDD), com o código de área (0123).
Em 1979 a cidade volta a ser atendida pela Telecomunicações de São Paulo (TELESP), mas na década de 90 o atendimento novamente passa a ser feito pela Companhia Telefônica da Borda do Campo (CTBC), com o código DDD da cidade sendo alterado para (011) para padronização com o sistema telefônico da Região Metropolitana de São Paulo.

## Religião
O Cristianismo se faz presente na cidade da seguinte forma:

### Igreja Católica
- A igreja faz parte da Diocese de Mogi das Cruzes.[22]

### Igrejas Evangélicas
Entre as igrejas protestantes históricas, pentecostais e neopentecostais, encontram-se na cidade:
- Assembleia de Deus Ministério do Belém.[25][26]
- Congregação Cristã no Brasil.[27]